# Johannes Breitenstein
Johannes „Hanno“ Breitenstein (* 30. März 1918; † 3. November 1986) war Fußballspieler in Gera und Zwickau. Mit dem Planitzer SC spielte er in der Gauliga Sachsen, mit Horch/Motor Zwickau in der DDR-Oberliga, jeweils die höchste Fußballklasse. Mit der SG Planitz wurde er Ostzonenmeister, mit Horch Zwickau DDR-Meister.
Als 14-Jähriger spielte Breitenstein in Gera-Pforten Fußball. 1933 schloss er sich dem FC Wacker Gera an und wechselte im Sommer 1938 in die Gauliga Sachsen zum Planitzer SC. Mit dem Planitzer SC wurde er 1942 Gaumeister und bestritt alle drei Spiele der Endrunde um die deutsche Meisterschaft bis zum Viertelfinale. In den Endrundenspielen wurde er im Angriff aufgeboten und schoss sowohl in der Qualifikationsrunde als auch im Viertelfinalspiel jeweils ein Tor. 1943 wurde er zum Kriegsdienst eingezogen und seine Fußball-Laufbahn wurde für fünf Jahre unterbrochen.
Nach dem Ende des Zweiten Weltkrieges kehrte Breitenstein nach Planitz zurück, wo 1946 der Planitzer SC aufgelöst worden war. Er gehörte zu den Spielern, die mit der Sportgemeinschaft Planitz den Neuaufbau des Fußballs vorantrieben. Am 4. Juli 1948 stand er mit der SG Planitz als rechter Halbstürmer im Endspiel der 1. Ostzonenmeisterschaft, das die Planitzer mit 1:0 gewannen. 1949 wurde die SG vom Automobilwerk Horch übernommen und in die ZSG Horch Zwickau umgewandelt. In der sächsischen Meisterschaft erreichte sie nur Platz vier und musste gegen die Thüringer Mannschaft SG Zeiss Jena drei Ausscheidungsspiele um die Teilnahme an der ersten Saison der Oberliga des Deutschen Sportausschusses austragen (1:1, 2:2, 5:1).
In der neuen höchsten ostdeutschen Fußballklasse errangen die Zwickauer 1950 den ersten Fußballmeistertitel der DDR. Unter den Meisterspielern war auch Johannes Breitenstein, der in dieser Saison 1949/50 21 der ausgetragenen 26 Punktspiele bestritt und dabei zu einem Torerfolg kam. Er spielte noch bis 1954 für die Zwickauer, die ab 1950 als BSG Motor antraten, in der Oberliga und beendete 1955 als 37-Jähriger seine Laufbahn als Fußballspieler. In seinen sechs Oberligajahren bestritt er 122 Punktspiele, in denen er acht Tore erzielte. In der Landesauswahl Sachsen kam er zu sechs Einsätzen, 1951 gehörte er zum 30-köpfigen Aufgebot der inoffiziellen DDR-Auswahlmannschaft.